# ليونيل سميت
ليونيل سميت (بالإنجليزية: Lionel Smit)‏ هو فنان جنوب أفريقي، ولد في 22 أكتوبر 1982 في بريتوريا في جنوب أفريقيا.